# 柳川雅樹
柳川雅樹（1987年5月1日—），日本職業足球員，前日本20歲以下足球代表隊成員。

## 俱乐部生涯
2006年，柳川雅樹在神戶勝利船开始足球生涯。2010年转会至甲府風林，2011年转会至草津溫泉，2012年转会至栃木SC，2013年转会至鳥取飛翔。

## 日本國家足球隊
柳川雅樹参加了2007年U-20世界盃。

## 外部連結
- （日語）J.League Data Site （页面存档备份，存于）